# Hinoba-an
Hinoba-an est une localité de la province du Negros occidental, aux Philippines. En 2015, elle compte 56 819 habitants.